# Pleter
Pleter (lb. Pléiter) – mała miejscowość (lieu-dit) w środkowym Luksemburgu, w kantonie Diekirch, w gminie Schieren. Do 3 października 2015 miejscowość leżała w dystrykcie Diekirch. 